# Riu Vorónej
El riu Vorónej (en rus Воронеж) és un riu que passa per la part meridional de la Rússia europea, per les províncies de Tambov, de Lípetsk i de Vorónej. És un afluent del riu Don en el curs alt. Té una llargària de 342 km i una superfície de 21.600 km². Passa per dues grans ciutats, Lípetsk i Vorónej.

## Geografia
El Vorónej neix de la confluència del Lesnoi Vorónej i del Polnoi Vorónej, a la part occidental de l'óblast de Tambov, a 10 km al sud de Mitxúrinsk.
En un primer tram el riu es dirigeix cap al nord-oest, per on entra a l'óblast de Lípetsk a la part oriental. Més endavant rep per la dreta el riu Stanóvaia i després gira al sud. Passa per Dobroie i arriba al pantà de Matirskóie, on es troba Lípetsk. Per l'esquerra, poc després del pantà, rep el Matira i segueix cap al sud, per on entra a l'óblast de Vorónej a la part septentrional. Passa per la ciutat de Ramony i rep per l'esquerra l'Úsman. Més endavant arriba a Vorónej. A 12 km d'aquesta ciutat desemboca per l'esquerra al riu Don en el seu curs alt.